# Гњеотино
Гњеотино (мкд. Гнеотино) је насеље у Северној Македонији, у јужном делу државе. Гњеотино припада општини Новаци.

## Географија
Насеље Гњеотино је смештено у јужном делу Северне Македоније. Од најближег већег града, Битоља, насеље је удаљено 18 km источно.
Гњеотино се налази у средишњем делу Пелагоније, највеће висоравни Северне Македоније. Насељски атар је равничарски, док се даље ка истоку издиже Селечка планина. Западно од насеља протиче Црна река. Надморска висина насеља је приближно 580 метара.
Клима у насељу је континентална.

## Становништво
Гњеотино је према последњем попису из 2002. године имало 32 становника.
Претежно становништво по последњем попису су етнички Македонци (100%).
Већинска вероисповест је православље.